# Teoria da economia religiosa
Economia religiosa refere-se a pessoas e organizações religiosas que interagem dentro de uma estrutura de mercado de grupos e ideologias concorrentes. Uma economia possibilita que fornecedores religiosos atendam às demandas de diferentes consumidores religiosos. Ao oferecer uma variedade de religiões e produtos religiosos, uma economia religiosa competitiva estimula essa atividade em um ambiente de mercado.
O campo aplica a teoria da escolha racional à teoria da religião, de modo que a oferta e a demanda são usadas para modelar o desenvolvimento e o sucesso das religiões organizadas. Os principais defensores da teoria incluem William Sims Bainbridge, Roger Finke, Laurence Iannaccone e Rodney Stark.

## Secularização
Antes do surgimento da teoria da economia religiosa, alguns estudiosos da religião, como Steve Bruce, acreditavam que a modernização levaria inevitavelmente à erosão da religiosidade. Esses sociólogos previram o desaparecimento da religião da Terra, com base no declínio da crença e observância religiosa na Europa Ocidental. Segundo a teoria da economia religiosa, as sociedades que restringem a oferta de religião, seja por meio de um monopólio religioso imposto pelo Estado ou por meio da secularização patrocinada pelo Estado, são as principais causas de quedas na religiosidade. Do mesmo modo, quanto mais religiões a sociedade tiver, maior a probabilidade de a população ser religiosa. Isso é refutado na visão ortodoxa ao afirmar que, se uma comunidade religiosa liberal é tolerante a uma ampla gama de crenças, é menos provável que elas tenham certas crenças em comum, para que nada possa ser compartilhado e reificado em um contexto comunitário. Se nada é compartilhado, nada é evitado e, portanto, há uma perda na observância das tradições liberais modernas.

### Revival
Segundo Rodney Stark, o reavivamento é outro aspecto da mudança religiosa que coincide com a secularização. Com o tempo, grupos religiosos estabelecidos gerarão subgrupos menores e menos mundanos da fé. Essa tendência de reavivamento fornece uma explicação plausível por que a religião nunca parece desaparecer e por que organizações religiosas anteriormente importantes se dissiparam. O avivamento produz uma mudança na qual grupos religiosos uma população seguirá e se mostra eficaz contra o fim da religião.

### Cultos
Ao contrário de uma seita que segue tradições de sua religião mãe, um culto apresenta tradições religiosas completamente novas. Culto é simplesmente outra palavra para uma nova religião e todas as religiões atuais em um ponto poderiam ter sido consideradas movimentos de culto. As conotações negativas da palavra culto levaram à hostilidade entre esses movimentos e seus ambientes sociais. Rodney Stark define as duas reações da secularização: renascimento e formação de culto. À medida que as religiões antigas enfraquecem, o aumento de diferentes seitas e cultos religiosos prevalecerá.

### Regulamentos rigorosos para reforçar laços fortes
As igrejas estritas são predominantes nos EUA e em todo o mundo e, embora as pessoas ainda questionem e debatem sua ascensão, seus laços são caracteristicamente definidos como fortes dentro do grupo, com poucos laços fracos se ramificando para outros grupos. Igrejas estritas surgem de doutrinas estritas e podem ser de várias formas, como grandes igrejas, seitas ou cultos, mas não se limitam a elas. As igrejas são mais frequentemente conhecidas por suas "redes cosmopolitas, enquanto as seitas tendem a consistir em intensas redes locais", embora isso possa ser verdade para doutrinas "pouco rigorosas", nem sempre é o caso de doutrinas estritas. Doutrinas fortes podem surgir de certas seitas, como várias religiões fizeram, como o judaísmo ortodoxo, o islamismo, certas denominações do cristianismo, ou podem incluir cultos ou seitas menores. O que todas as doutrinas fortes empregam, no entanto, são controles formais para desencorajar a livre circulação dentro do grupo e manter a igreja forte e unida. Esses controles podem variar de igreja para igreja, mas todos servem ao mesmo propósito de manter a solidariedade do grupo.
Como geralmente visto, as igrejas rigorosas empregam vários meios para manter seus laços fortes na igreja, limitando o acesso excessivo a outros grupos, como código de vestuário, hábitos alimentares e rituais que impedem a mistura com outros grupos. A implicação disso, "demandas estritas 'fortalecem' uma igreja de três maneiras; eles aumentam os níveis gerais de comprometimento, aumentam as taxas médias de participação e aumentam os benefícios líquidos da associação.” O cumprimento dessas demandas impede os membros de uma igreja de carregar livremente dentro do grupo e promove a solidariedade do grupo. As regras estritas que governam e regulam uma igreja realmente ajudam e promovem a força dos laços dentro do grupo. Aqueles que não cumprem essas restrições são excluídos, deixando apenas aqueles que cumprem e cumprem com seriedade.” Essas doutrinas e regulamentos rigorosos servem para manter a igreja forte e unida, enquanto examinam os membros que podem realmente prejudicar a igreja sem querer. sendo carregadores livres dentro do grupo.

### Teoria da seita da igreja
Originalmente proposta por H. Richard Niebuhr em seu livro The Social Sources of Denominationalism, a teoria discute a diferença entre igrejas e seitas. Niebuhr propôs que existe um ciclo que seitas e igrejas seguem. As religiões se originam como seitas projetadas para atender às necessidades dos necessitados. Se eles florescem, cada vez mais servem aos interesses das classes média e alta e são transformados em igrejas. Uma vez que as seitas se tornam igrejas, elas se tornam menos eficazes para satisfazer as necessidades da classe baixa e a formação de uma seita é recriada.
Em 1963, Benton Johnson revisou a teoria da seita da igreja em seu estado atual. [1] Igreja e seita formam pólos opostos em um eixo que representa a quantidade de "tensão" entre organizações religiosas e seus ambientes sociais. A tensão, como definida por Benton Johnson, é "uma manifestação de desvio". A tensão é descrita entre os membros do grupo e o mundo exterior. As igrejas são descritas como corpos religiosos com baixa tensão, enquanto que as seitas têm alta tensão.

### Ideologia
Alguns cientistas sociais se tornam cada vez mais desconfortáveis com o que veem como o entrelaçamento da análise científica social e da ideologia do livre mercado na teoria da escolha racional. Alguns também levantaram questões críticas sobre o uso ideológico de metáforas econômicas neoclássicas na teoria da escolha racional sobre religião.

## Desenvolvimento
A teoria da economia religiosa surge da aplicação de princípios fundamentais da economia à análise de organizações religiosas. Assim como as economias comerciais consistem em um mercado no qual diferentes empresas competem, as economias religiosas consistem em um mercado (a demanda agregada por religião) e empresas (diferentes organizações religiosas) que procuram atrair e manter clientes. A teoria da economia religiosa foi desenvolvida para explicar por que e como as religiões mudam.

## Situação do mercado
Segundo a teoria, o pluralismo religioso oferece à população uma ampla variedade de opções na religião e leva a uma economia religiosa na qual diferentes organizações religiosas competem por seguidores, da mesma forma que as empresas competem pelos consumidores em uma economia comercial. A Teoria da Economia Religiosa leva em conta um amplo espectro de questões (por exemplo, as diferenças entre mercados religiosos competitivos e monopólios religiosos), tornando essa teoria um dos desenvolvimentos mais significativos no estudo científico científico social da religião nos últimos trinta anos. A teoria concentra a atenção nos fornecedores religiosos e se as empresas religiosas têm a capacidade de aumentar a demanda por religião.
Em um mercado livre, ou mercado religioso pluralista, muitas organizações religiosas existem e procuram apelar para certos segmentos do mercado. As organizações em um mercado livre não podem contar com recursos estatais, portanto devem competir pela participação do consumidor religioso. O concurso entre empresas religiosas resulta na especialização de produtos para que os consumidores possam distinguir diferentes organizações de outras (Chesnut). As religiões pluralistas operam em escala pessoal, comercializando mais as demandas individuais do que as públicas. Como a maioria do mercado consumidor, as organizações comercializam mais mulheres do que homens. O pluralismo só é possível por falta de favoritismo do Estado. (Chesnut) Uma economia religiosa competitiva e pluralista tem um efeito positivo nos níveis de participação.
Uma teoria microeconômica da função de produção doméstica e alocação de tempo está associada ao trabalho do economista de Chicago Gary Becker. Uma abordagem influente que data da década de 1970 adapta essa teoria para explicar a participação religiosa e a resultante formação de normas. Postula preferências estáveis e escolhas racionais restringidas pelo capital humano e social limitado para explicar o comportamento.
Como na economia, a situação do mercado pode ser descrita com conceitos sobre monopólio, proibição e pluralismo. Os monopólios na religião só são possíveis através da aplicação do estado e geralmente funcionam em escala pública. Quando o governo estabelece uma religião estabelecida e todas as outras competições são abafadas, "os crentes estão culturalmente conectados, mas não necessariamente espiritualmente" (Andrew Chesnut) à religião imposta pelo Estado. Como a participação em um monopólio religioso não é tão importante porque a igreja não precisa confiar nos membros para obter recursos, eles não são forçados a fornecer "produtos religiosos" adequados ou comercializáveis (Chesnut), devido à falta de competição. A capacidade de uma organização religiosa de monopolizar uma economia religiosa depende inteiramente da medida em que o estado governa a economia religiosa. Uma economia religiosa monopolizada tende a ter níveis mais baixos de participação.
Alguns estados podem proibir categoricamente as observâncias religiosas e tentar sancionar aqueles que persistem em demonstrar convicção religiosa. O antiestabelecimento resulta da retirada do estado de uma organização que foi originalmente estabelecida sob o estado.
Os mercados religiosos são semelhantes a outros mercados, pois são criações sociais. As trocas que ocorrem em um mercado religioso são reguladas por fatores sociais. Elementos de interações sociais, como normas e moral, influenciam as escolhas e preferências individuais do consumidor religioso. Portanto, elementos de interações sociais influenciam os tipos de bens religiosos oferecidos aos consumidores no mercado e as mudanças nas demandas dos consumidores ao longo de um período de tempo.
De acordo com W. Robertson Smith, "o medo dos deuses era um motivo para impor as leis da sociedade, que também eram as leis da moralidade". As pessoas são ensinadas que aqueles que acreditam ganharão recompensas ou evitarão o castigo na vida após a morte, e os não-crentes perderão os prêmios ou receberão o castigo.
O modelo de economia religiosa desencadeou um animado debate entre os sociólogos da religião sobre se os modelos de mercado se encaixam nas práticas religiosas e em que medida esse modelo de comportamento religioso é específico para os Estados Unidos.